# Tephrosia debilis
Tephrosia debilis är en ärtväxtart som beskrevs av Karel Domin. Tephrosia debilis ingår i släktet Tephrosia och familjen ärtväxter. Inga underarter finns listade i Catalogue of Life.